# Gueorgui Krassinski
Gueorgui Albertovitch Krassinski (en russe : Георгий Альбертович Красинский, anglicisé en George A. Krasinsky,), né le 19 février 1939 à Léningrad (URSS) et mort le 11 mars 2011 à Saint-Pétersbourg (Russie), est un astronome russe, spécialiste de la mécanique céleste et du calcul des éphémérides.
Membre de l'Institut d'astronomie appliquée de l'Académie des sciences de Russie, il préside, de 2003 à 2006, la commission 4 : Éphémérides, de l'Union astronomique internationale (IAU).
En novembre 2004, il publie, avec Victor A. Brumberg, un article mettant en évidence l'augmentation séculaire de la distance moyenne (unité astronomique) de la Terre au Soleil.
L'astéroïde (5714) Krasinsky est nommé en son honneur.